# Boris Izaguirre
Boris Rodolfo Izaguirre Lobo (născut la Caracas pe 29 septembrie, 1965 - ...) este un jurnalist, scriitor și om de televiziune venezueleano-spaniol.

## Cărți
- El vuelo de los avestruces (1991) roman
- Azul petróleo (1998) roman
- Morir de glamour (2000) eseu
- Verdades alteradas (2001) eseu
- 1965 (2002) roman
- Fetiche (2003) eseu
- Villa Diamante (2007) roman
- Y de repente fue ayer (2009) roman
- Dos monstruos juntos (2011) roman
- Un jardín al norte (2014) roman

1. ↑  „Boris Izaguirre”, Internet Movie Database, accesat în 21 iulie 2015
2. ↑  Boris Izaguirre, Česko-Slovenská filmová databáze
3. ↑  „Boris Izaguirre”, Gemeinsame Normdatei, accesat în 15 decembrie 2014